# Пјанеца (Виченца)
Пјанеца (итал. Pianezza) је насеље у Италији у округу Виченца, региону Венето.
Према процени из 2011. у насељу је живело 76 становника. Насеље се налази на надморској висини од 254 м.